# Führer der Minensuchboote
Der Führer der Minensuchboote (kurz F.d.M.) war eine Dienststelle der Kriegsmarine, die in der Zwischenkriegszeit eingerichtet worden war und zu Beginn des Zweiten Weltkriegs in eine Ost- und Westabteilung aufgeteilt wurde.

## Geschichte
Bereits kurz nach dem Ende des Ersten Weltkriegs hatte es in der Reichsmarine einen Führer der Minensuchboote gegeben. Dieser war dem Befehlshaber der Aufklärungsstreitkräfte unterstellt.
Am 1. Oktober 1933 wurde der Führer der Minensuchboote erneut aufgestellt und unter das Kommando von Fregattenkapitän/Kapitän zur See Kurt Ramien gestellt. Ihm wurden drei neu aufgestellte Halbflottillen zugewiesen: 1. Minensuchhalbflottille unter Korvettenkapitän Friedrich Ruge, 2. Minensuchhalbflottille unter Korvettenkapitän Oskar Schomburg und die 1. Räumbootshalbflottille. Später wurden die Halbflottillen in Flottillen umgewandelt. Zusätzlich wurden zwei Geleitflottillen aufgestellt.
Siehe: Minensuchflottillen
Gliederung 1937:
- 1. Minensuchflottille unter Korvettenkapitän Winfried Hagen
- 2. Minensuchflottille unter Korvettenkapitän Stanislaus Kowalczyk
- 1. Geleitflottille unter Korvettenkapitän Friedrich-Wilhelm Pindter
- 2. Geleitflottille unter Korvettenkapitän Karl Weniger, später 2. Führer der Minensuchboote Nordfrankreich
- 1. Räumbootsflottille unter Korvettenkapitän Karl Bergelt
- T 196 unter Kapitänleutnant Rauff, zugleich Flaggleutnant

Im Juni 1937 wurde der Fregattenkapitän Ruge Führer der Minensuchboote.
Mit Beginn des Zweiten Weltkriegs wurde der ursprüngliche Führer der Minensuchboote geteilt. Der Führer der Minensuchboote wurde im August 1939 in den Führer der Minensuchboote Ost, weiterhin unter der Führung von Kapitän zur See Ruge, überführt. Zusätzlich wurde ein Führer der Minensuchboote West eingerichtet.

## Führer der Minensuchboote Ost
Der Führer der Minensuchboote Ost (F.d.M.Ost) war aus dem Führer der Minensuchboote im August 1938 gebildet worden. Die Führung lag bis Oktober 1939 weiterhin beim Kapitän zur See Friedrich Ruge. Bis dahin war das Torpedoboot T 196 Führerboot, welches ehemaliges Führerboot des Führers der Minensuchboote war, und ab da an F 6, welches vor 1938 u. a. bei der 1. Geleitflottille des Führers der Minensuchboote eingesetzt war. Standorte hatte der Führer der Minensuchboote Ost in Kiel, Danzig und Gotenhafen. Die Dienststelle war dem Befehlshaber der Sicherung der Ostsee unterstellt.
Während des Überfalls auf Polen verrichteten die unterstellten Einheiten in der Danziger Bucht Minensuch- und Sicherungsaufgaben. Mit dem Ende des Polenfeldzugs im Oktober 1939 verlegten die Einheiten nach Cuxhaven und Ruge wurde Führer der Minensuchboote West. Von diesem Zeitpunkt bis zur Auflösung der Dienststelle im August 1940 war Konteradmiral Hans Stohwasser, vormals Führer der Minensuchboote West, Führer der Minensuchboote Ost.
Ab da an befand sich der Stab und das Führerboote Jagd (ehemaliges Führerboot des Führers der Minensuchboote West, bis April 1940), später Hai, welches vor 1938 u. a. bei der 2. Geleitflottille des Führers der Minensuchboote eingesetzt war, in Swinemünde und ab 1940 in Aarhus bzw. Skagen. Dem Führer der Minensuchboote Ost waren zu diesem Zeitpunkt die Flottillen der Minensuchboote, die Räumbootsflottillen und die Sperrbrecher, welche in der Ostsee operierten, unterstellt.
Siehe: Sperrbrecherflottillen
Im August 1940 wurde im Rahmen des Westfeldzugs eine Umgliederung vorgenommen und der Führer der Minensuchboote Ost aus der Ostsee abgezogen und in die Nordsee verlegt. Dabei wurde die Dienststelle zum Führer der Minensuchboote Nord, und die Dienststelle des Führers der Minensuchboote Ost wurde aufgelöst.

### Gliederung (Beispiele)
Überfall auf Polen
- T 196
- Geleitflottille, bestehend aus vier Flottenbegleitern
- Sperrversuchskommando (SVK)
- 3. Räumbootsflottille
- 1. Minensuchflottille

Weitere Einheiten
- 1. Räumbootsflottille

- 5. Räumbootsflottille

## Führer der Minensuchboote West
Der Führer der Minensuchboote West (F.d.M.West) wurde im August 1938 gemeinsam mit dem Führer der Minensuchboote Ost gebildet. Führerboot war die Jagd, welche später in gleicher Funktion zum Führer der Minensuchboote Ost kam. Standort der Dienststelle war Cuxhaven. Über das Bestehen der Dienststelle war diese dem Befehlshaber der Sicherung der Nordsee unterstellt.
Führer der Minensuchboote West wurde der Konteradmiral Hans Stohwasser. Im Oktober 1939 wurde er Führer der Minensuchboote Ost und Kommodore Friedrich Ruge, vormals Führer der Minensuchboote Ost, übernahm das Kommando.
Im Juni und August 1940 wurden im Zuge der Ausweitung des Kriegsgebietes nach Westen drei 2. Führer der Minensuchboote ernannt (für Nordfrankreich, Niederlande/Belgien und Westfrankreich). Im Juli 1940 erfolgte, wie auch der Führer der Vorpostenboote West, die Verlegung nach Trouville in die Normandie. Dem Führer der Minensuchboote West waren zu diesem Zeitpunkt die Flottillen der Minensuchboote, die Räumbootsflottillen und die Sperrbrecher, welche in der Nordsee operierten, unterstellt. Im Oktober 1940 wechselte die Unterstellung unter den Befehlshaber der Sicherung West und Mitte Februar 1941 wurde die Dienststelle aufgelöst.

### Unterstellte Verbände 1940
Dem Führer der Minensuchboote West waren im Dezember 1940 unterstellt:

#### Übersicht
- 1. Minensuchflottille
- 2. Minensuchflottille
- 12. Minensuchflottille
- 14. Minensuchflottille
- 15. Minensuchflottille
- 16. Minensuchflottille
- 32. Minensuchflottille
- 34. Minensuchflottille
- 36. Minensuchflottille
- 38. Minensuchflottille
- 40. Minensuchflottille
- 42. Minensuchflottille
- 44. Minensuchflottille
- 1. Räumbootsflottille
- 2. Räumbootsflottille
- 3. Räumbootsflottille
- 4. Räumbootsflottille
- 7. Räumbootsflottille
- 2. Sperrbrecherflottille
- 4. Sperrbrecherflottille

#### Einzelne Flottillen

##### 2. Räumbootsflottille
Die 2. Räumbootsflottille wurde im August 1938 aufgestellt und 1939 bis 1940 im Bereich der Nordsee eingesetzt. Sie bestand aus einer wechselnden Zahl von Minenräumbooten und dem Räumbootbegleitschiff Brommy, das am 15. Juni 1944 versenkt wurde. Beim Unternehmen Weserübung gehörte sie zur Kriegsschiffgruppe 10, die vor der dänischen Küste operierte. 1940 wurde die 2. R-Flottille nach Dünkirchen verlegt, von wo aus sie bis 1944 eingesetzt wurde. Nach der Landung der Alliierten in der Normandie wurde die Flottille aufgelöst.
Am 15. Januar 1945 wurde die Flottille in der Ostsee neu aufgestellt. Nach der deutschen Kapitulation im Mai 1945 blieb sie als Teil des Deutschen Minenräumdiensts bis Dezember 1945 aktiv.
Flottillenchefs
- Korvettenkapitän Gerhard von Kamptz, November 1938 bis Januar 1941
- Korvettenkapitän Hans John, Februar bis Juni 1941
- Korvettenkapitän Jost Brökelmann, Juni 1941 bis November 1942
- Korvettenkapitän Georg Pinkepank, Dezember 1942 bis August 1944, Auflösung der Flottille

- Kapitänleutnant Hans-Joachim Merks, Januar bis Dezember 1945 während der gesamten zweiten Aufstellung

##### 3. Räumbootsflottille
Die 3. Räumbootsflottille wurde im Januar 1939 aufgestellt und 1939 im Bereich der Danziger Bucht eingesetzt. Anschließend verlegte sie in die Nordsee, wo sie entlang der niederländischen Küste und im Ärmelkanal Sicherungsdienst leistete. Ende 1941 wurden die Minenräumboote der 3. R-Flottille auf dem Landweg und über die Donau ins Schwarze Meer verlegt. Zu ihrem Einsatzgebiet gehörten unter anderem die Gewässer um die Krim. Im August 1944 wurde die Flottille aufgelöst. Die verbliebenen Boote wurden in Varna gesprengt.
Flottillenchefs

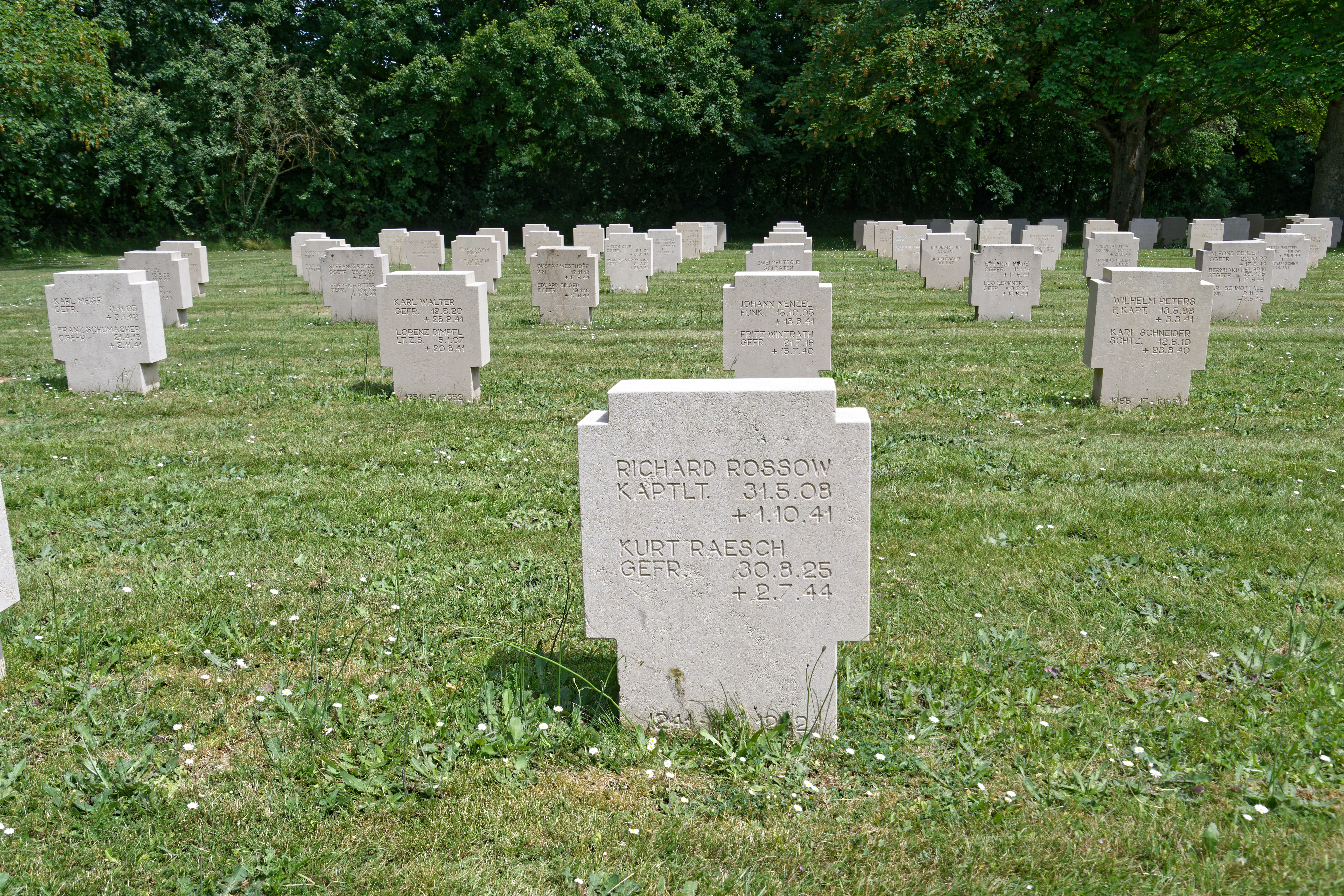
Der Grabstein von Richard Rossow auf dem Champigny St. André War Cemetery

- Kapitänleutnant Hugo Heydel, Mai 1939 bis November 1940
- Kapitänleutnant Kurt Birr, November bis Dezember 1940 (tödlich verunglückt)
- Kapitänleutnant Peter Reischauer, Januar bis August 1941
- Kapitänleutnant Richard Rossow, August bis Oktober 1941 (gefallen)
- Oberleutnant zur See Kurt Hallet-Holzapfel, mit der Wahrnehmung beauftragt Oktober bis November 1941
- Kapitänleutnant Arnulf Hölzerkopf, November 1941 bis April 1943
- Kapitänleutnant Helmut Klassmann, April 1943 bis August 1944, Auflösung der Flottille

##### 4. Räumbootsflottille
Die 4. Räumbootsflottille wurde am 1. April 1940 aufgestellt und zunächst im Bereich der Nordsee eingesetzt. Von 1940 bis 1944 operierte sie entlang der niederländischen Küste und im Ärmelkanal. Anschließend verlegte sie bis Kriegsende in die Seengebiete der norwegischen Südküste und des Skagerrak. Sie bestand aus einer wechselnden Zahl von Minenräumbooten und den Begleitschiffen Von der Groeben, Königin Luise und KUJ 2. Im Sommer 1945 wurde die Flottille aufgelöst.
Flottillenchefs
- Korvettenkapitän Hagen Küster, April bis Juli 1940
- Korvettenkapitän Waldemar Holst, Juli 1940 bis August 1942
- Korvettenkapitän Eberhard Homeyer, September 1942 bis März 1943
- Kapitänleutnant Wilhelm Anhalt, Mai 1943 bis zur Auflösung der Flottille

### 2. Führer der Minensuchboote West
Im Juni 1940 war beim Befehlshaber der Sicherung der Nordsee ein 2. Führer der Minensuchboote West eingerichtet worden, welcher im Oktober 1940 zum 2. Führer der Minensuchboote Nordfrankreich. Mit der Einrichtung wurde Fregattenkapitän Karl Weniger mit der Führung betraut.

### 2. Führer der Minensuchboote Nordfrankreich
Aus dem 2. Führer der Minensuchboote West entstand im Oktober 1940 der 2. Führer der Minensuchboote Nordfrankreich. Dieser wurde im Februar 1941 wieder aufgelöst.
Über das Bestehen war Fregattenkapitän Karl Weniger 2. Führer der Minensuchboote Nordfrankreich. Nach der Auflösung übernahm er die Führung über die neu aufgestellte 2. Sicherungs-Division.

### 2. Führer der Minensuchboote Niederlande/Belgien
Im August 1940 wurde beim Befehlshaber der Sicherung der Nordsee der Leiter der Minenräumarbeiten Niederlande eingerichtet und zwei Monate später zum 2. Führer der Minensuchboote Niederlande/Belgien. Dieser wurde im Februar 1941 wieder aufgelöst.

### 2. Führer der Minensuchboote Westfrankreich
Im September 1940 wurde beim Befehlshaber der Sicherung der Nordsee der Leiter der Minenräumarbeiten Westfrankreich eingerichtet und einen Monat später zum 2. Führer der Minensuchboote Westfrankreich.
Der ehemalige Leiter der Minenräumarbeiten Westfrankreich Korvettenkapitän Anselm Lautenschlager wurde 2. Führer der Minensuchboote Westfrankreich. Im Februar 1941 wurde die Dienststelle aufgelöst und Lautenschlager übernahm das Kommando über die neu aufgestellten 4. Sicherungs-Division.

## Führer der Minensuchboote Nord
Im August 1940 wurde im Zuge der Ausweitung des Kriegsgebietes nach Westen eine Umgliederung vorgenommen und der Führer der Minensuchboote Ost aus der Ostsee abgezogen und mit dem Führerboote Hai in die Nordsee verlegt. Damit wechselte der Standort von Aarhus nach Bergen. In diesem Zuge wurde die Dienststelle zum Führer der Minensuchboote Nord (F.d.M.Nord) und die Dienststelle des Führers der Minensuchboote Ost aufgelöst. Für zwei Monate war Konteradmiral Hans Stohwasser, vormals Führer der Minensuchboote Ost, Führer der Minensuchboote Nord. Die Dienststelle wurde dem Befehlshaber der Sicherung der Nordsee (BSN) unterstellt.
Von Oktober 1940 bis März 1942 war Kapitän zur See Kurt Böhmer als Nachfolger von Konteradmiral Hans Stohwasser Führer der Minensuchboote Nord. Mit der Neuaufstellung im März 1942 übernahm er bis zur Auflösung im Juni 1944 die Dienststelle als Führer der Minensuchverbände Ost.
Im Mai 1941 erfolgte die erneute Verlegung in die Ostsee, wobei der Führer der Minensuchboote Nord truppendienstlich dem BSN und einsatzmäßig dem Marinegruppenkommando Nord unterstellt blieb. Die Unterstellung wechselte zum Befehlshaber der Kreuzer. Ab Oktober 1941 war das Einsatzgebiet die östliche Ostsee.
Zum 12. März 1942 erfolgte die Umbenennung zum Führer der Minensuchverbände Ost.

## Führer der Minensuchverbände Ost
Kapitän zur See/Konteradmiral Kurt Böhmer, ehemaliger Führer der Minensuchboote Nord, war von nach der Überführung seiner ehemaligen Dienststelle bis zur Auflösung im Juni 1944 Führer der Minensuchverbände Ost. Truppendienstlich wechselte im Vergleich zum ehemaligen Führer der Minensuchboote Nord die Unterstellung vom BSN zum BSO, wobei die operative Führung der Dienststelle beim Marinegruppenkommando Nord blieb. Das Einsatzgebiet blieb, wie auch bei der Vorgängerdienststelle, in der östlichen Ostsee.
Anschließend wurde aus der Dienststelle die 9. Sicherungs-Division und diese unter das Kommando von Böhmer gestellt.